# Ибрахим II ибн Ахмед
Абу Исхак Ибрахим ибн Ахмед (или Ибрахим II, араб. أبو اسحاق ابراهيم الثاني‎) — эмир Ифрикии из династии Аглабидов (875—902).

## Воцарение
Абу Исхак Ибрахим был сыном эмира Ифрикии Ахмада. После смерти отца в 863 году власть перешла к дяде Ибрахима, Зийадаталлаху II, но тот умер вскоре после этого, и наследование вернулось к основной линии — к брату Ибрахима Абу-ль-Гаранику Мухаммаду II.
Мухаммад II был легкомысленным и любящим удовольствия правителем. В его правление Ибрахим был назначен губернатором Кайруана, и на этой должности он продемонстрировал образцовую эффективность и серьёзность. Когда развратный Мухаммад II преждевременно скончался в феврале 875 году, эмират перешёл в руки Ибрахима II, и его кандидатура была поддержана народом и законниками Кайруана, которые отвергли претензии на власть сына Мухаммада II.

## Дворец Раккада и другие достижения
Хотя Ибрахим II унаследовал государство обезлюдевшим от чумы 874 года, его правление принесло экономическое процветание. Он сумел избавить дороги от разбойников и обеспечил безопасность торговли. Реформа монеты в 888—889 годах, с одной стороны, спровоцировала массовые беспорядки в Кайруане, которые были жестоко подавлены, но с другой стороны, привела к притоку драгоценных металлов из восточного халифата Аббасидов. Эмир также стремился развивать сельское хозяйство путём создания систем орошения.
Ибрахим закончил мечеть аз-Зайтуна, расширил мечеть Укба в Кайруане, построил новое обширное водохранилище для города, возвел стены Суса и установил ряд новых военно-морских сигнальных башен вдоль побережья Ифрикии (это позволяло всего за одну ночь передать сообщение из Сеуты в Марокко в Александрию в Египте).
В 876 году Ибрахим возведен новый дворец-город — Раккада («сонный»), — всего в нескольких милях к юго-западу от Кайруана. Он заменил в качестве резиденции эмира дворец Аль-Аббасия. Раккада была построена в грандиозном масштабе. По словам Аль-Бакри, её стены были длиной в десять километров и охватывали территорию площадью большую, чем сам Кайруан. В городе были обустроены огромные сады, бассейны и гидравлические системы. Город был разделён на два примерно равных размеров районов: один был занят исключительно эмиром, а другой — его благородной свитой, там же находились атрибуты обычной городской жизни — мечети, базары, бани и т. д. Разделение города подчеркивало королевское величие эмира Аглабидов и его независимость от аристократии. По словам Аль-Бакри, лидер Фатимидов, Убайдаллах аль-Махди, при входе в завоеванный город в 909 году был поражен уровнем построек и гидротехническими сооружениями, не имевшими себе равным на Востоке.

## Централизация власти
В начале своего правления Ибрахим II рассматривался как справедливый и просвещенный правитель, но в конечном итоге стал восприниматься знатью как тиран и самодержец. Он доверял старой арабской аристократии Ифрикии, которая часто была бельмом на глазу у предыдущих эмиров. Каждую неделю в Раккабе он проводил суды после пятничной молитвы, когда простолюдины могли представлять свои ходатайства непосредственно эмиру. Ибрахим жестоко карал за насилие над народом со стороны знати и раздавал суровые наказания даже членам своей семьи.
Ибрахим вел довольно аскетичный образ жизни и оставался практически свободным от влияния придворных и чиновников. Известны лишь немногие имена из его окружения: военными делами при нём занимался его сын Абу аль-Аббас Абдаллах, камергером (хаджибом) был Мухаммад ибн Короб (позднее — его преемник Хасана ибн Накиб), а лучшими генералам Маймун и Рашид. Единственным человеком, чьё мнение уважал Ибрахим и ценил, была его мать, которую летописи почтительно называли просто Сайида («Верховная госпожа») (хотя даже её он обязал выплатить свои долги двум купцам в размере 600 динаров).
Ибрахим пытался подорвать самовластие полуавтономных арабских полков (джунд), которые были основой власти аристократии, за счет замены их лояльными черными африканскими рабами-солдатами («Абид» или «Судан»). На торжественном открытии Раккады в 878 году Ибрахим приказал убить телохранителей своего предшественника в башне Абу аль-Фет, чтобы освободить место для своей новой суданской стражи. Ибрахим расширил суданские полки (позже пополненные саклибами) до 10 000 человек, к большому огорчению арабских командиров. Арабскую знать возмущали также огромные налоги и поборы, введенные эмиром для содержания такой большой регулярной армии.
В 893 году, когда арабские командиры и знать восстали против своих военных реформ и поборов в Белезме (около Батны), Ибрахим пригласил их в Раккаду для переговоров. Они были встречены с помпой. Но ночью, пока арабские командиры спали в покоях дворца, их подчинённые — почти тысяча человек — были перебиты охраной Ибрахима.
Эта расправа спровоцировала восстания других арабских аристократов в Тунисе. Восстание распространилось по всей Ифрикии в 893—894 годах, и в течение этого времени Ибрахим правил фактически одной Раккадой. Однако бунты в итоге были безжалостно подавлены усилиями суданских полков эмира.

## Конфликт с Египтом
Ибрахим II вступил в конфликт с амбициозной тюркской династией Тулунидов, которые захватили контроль над Египтом в 868 году и Сирией и Хиджазом в 878 году. В 879—880, в то время как тулунидский эмир Ахмад ибн Тулун был далеко на востоке, его вспыльчивый сын аль-Аббас ибн Ахмад без разрешения отца решил вторгнуться в Ифрикию и повел большую египетскую армию на запад. При достижении Барки аль-Аббас отправил сообщение, ложно утверждая, что имеет верительные грамоты от халифа Аббасидов с приказом Ибрахиму уйти в отставку и передать эмират ему. Египетская армия достигла окрестностей Триполи и разбила отряды местного губернатора Аглабидов Мухаммада ибн Куруба. Но в 880 году египетская армия была разбита в горах Нафуса войсками берберских хариджитов, которые вели независимое существование в горах Нафуса к юго-западу от Триполи на протяжении более века. Поспешивший из Туниса Ибрахим II прибыл как раз вовремя, чтобы захватить обоз Тулунидов, что существенно пополнило казну Аглабидов.
После убийства эмира Тулунидов Хумаравайи ибн Ахмада в 896 году Египет погрузился в хаос. В 896—897 годах Ибрахим II вел кампанию по восстановлению и укреплению восточных границ. Некоторые из самых мрачных историй о жестокости Ибрахима II относится к этой экспедиции. Достигнув Триполи, Ибрахим II приказал посадить на кол местного губернатора Мухаммада, своего кузена (якобы из-за слухов о сговоре Мухаммада с халифом Аббасидов аль-Мутамидом). В том же году он атаковал и разбил хариджитов Нафусы в масштабной битве у Ману (к югу от Габеса), положив конец их независимому имамату. Согласно легенде, Ибрахим II приказал пленным хариджитам сражаться друг с другом перед его троном.

## Репутация
По мере укрепления эмирата Ибрахим приобрел репутацию не просто жестокого тирана, но и откровенного садиста. Якобы он сам признавался, что с большим удовольствием совершал убийства и часто проводил казни лично (как в случае с заключёнными пленными хариджитами). Среди других эпизодов Ибрахим якобы приказал казнить 300 дворцовых служителей, обнаружив на ужин нехватку салфеток. Услышав обвинения о гомосексуальных связях между своими телохранителями, Ибрахим лично разбил обвиняемому голову булавой и приказал зажечь жаровню, чтобы сжечь заживо остальных в его присутствии.
Как сообщали хронисты, эмир не щадил даже членов своей семьи. Он казнил по смутным подозрениям восемь своих братьев и сына Абу аль-Аглаба. Нескольких своих жен он якобы приказал задушить, заточить или расчленить, а новорожденных дочерей — немедленно казнить. Когда он узнал, что шестнадцать из его дочерей избежали смерти и достигли зрелого возраста, он пригласил их всех на праздник, любезно их приветствовал, а затем велел обезглавить. Когда его мать подарила ему двух рабынь, рассчитывая порадовать его, он послал ей записку с благодарностью в сопровождении отрубленных голов девочек на подносе.
Эти эпизоды являются лишь образцом многочисленных жестоких историй, которые распространялись об эмире, — казнях, похищениях, изнасилованиях, пытках, проводимых им лично или по его приказу.
Невозможно определить, насколько все эти истории правдивы и сколько из них были сфабрикованы его многочисленными врагами. Возможно, сам Ибрахим способствовал их распространению, чтобы устрашить возможных противников. Он часто характеризовался как психически больной — летописцы, такие как Ибн аль-Асир и Ибн Хальдун, писали о семи первых годах правления Ибрахима II как о хороших годах, по истечении которых он помешался на почве «меланхолии» (malihulia). Тем не менее, как отмечает один историк, «дикость Ибрахима II, скорее всего, было следствием здравого ума. Его правление было битвой за абсолютизм за счет усмирения дворянства, армии, городов, племен, — всех элементов, которые угрожали выживанию монархии». В контексте историй о зверствах Ибрахима на западе часто сравнивают с Иваном Грозным.

## Сицилия при Ибрахиме II
Ко времени воцарения Ибрахима в 875 году большая часть Сицилии уже была в руках Аглабидов. В его правление было мало стабильности в управлении Сицилией — губернаторы менялись почти ежегодно.
В 877 году наместник Ибрахима II в Сицилии Джафар ибн Мухаммад аль-Тамини захватил восточную, византийскую часть острова. После длительной осады цитадель Сиракуз пала в мае 878 году, в результате чего мусульманское завоевание Сицилии почти завершилось. Только Таормина, Катания и несколько других форпостов оставались в византийских руках.
Падение Сиракуз, казалось, расчистило путь Аглабидам для вторжения на итальянский континент. Но флот Аглабидов, который бороздил Средиземное море практически не встречая противодействия на протяжении большей части века, вскоре столкнулся с первой серьёзной неудачей. В 880 году византийский флот, собранный императором Василием I, под командованием друнгария Насара, рассеял флот Аглабидов в военно-морской битве у Метони, в южной части Греции. После этого византийцы перешли в наступление на юге итальянского материка и захватили мусульманские владения в Апулии и Калабрии, в частности, крепость Таранто, которая была захвачена Аглабидами сорок лет назад. Потоки беженцев-мусульман хлынули в западную Кампанию, где были встречены епископом-князем Афанасием Неаполитанским и переселились в долину Агрополи и Гарильяно.
Потеря флота затруднили положение Аглабидов. Небольшие флоты из Сицилии и впредь будут поддерживать оставшиеся мусульманские колонии на материковой части Италии, но перспектива более согласованных действий была отложена.
Между тем на самой Сицилии нарастал внутренний конфликт. С начала завоевания острова в 820-х годах арабские и берберские колонисты были не в ладах друг с другом. Арабские колонисты, сосредоточенные в северной части острова, пришли с первой волной завоевания, и арабские феодалы застолбили обширные территории. Но берберские иммигранты, сосредоточенные на юге, стали более многочисленными после завершения завоевания. Демографическое давление берберов на север провоцировало внутренние столкновения. Сицилийские губернаторы Ибрахима II, отражая предрассудки своего хозяина, как правило, действовали в пользу берберов и против арабских аристократов.
Губернаторы Сицилии регулярно проводили sai’fa (рейды для добычи трофеев и пленных) на материк, и внешние кампании, как правило, помогали разрядить внутриполитическую напряжённость. Но греческое наступление в Калабрии в 885—886 годах прекратило рейды мусульман. Армия Аглабидов на Сицилии ослабла, в декабре 886 года арабские феодалы Палермо восстали, изгнали губернатора и избрал на его место своего ставленника. Тем не менее, восстание было недолгим, и губернатор Аглабидов вернулся в следующем году в город.
В 888 года возрожденный флот Аглабидов провел массированный налёт на побережье Калабрии. Византийский флот был послан императором Львом VI, чтобы противостоять арабам, но был разбит в битве при Милаццо в сентябре 888 года. Внутренняя напряжённость на Сицилии, однако, не помешала Аглабидам восстановить своё военно-морское верховенство. В марте 890 года арабские феодалы Палермо вновь восстали. Берберы Агридженто объявили себя сторонниками Ибрахима II и взяли в руки оружие против арабов, погрузив Сицилию в гражданскую войну. В 892 году Ибрахим направил на остров во главе большой армии Аглабидов нового губернатора, Мухаммада ибн Фадхи, сумевшего пробиться в Палермо и на короткое время восстановить в городе власть эмира. Но вскоре ситуация вновь усугубилась.
Восстание знати в Ифрикии в 893—894 годах захватило внимание Ибрахима, и сицилийцы продолжили выяснение отношений между собой в течение следующих нескольких лет. В 895 году было заключено 40-месячное перемирие с византийцами. Летом 900 года Ибрахим отправил на Сицилию мощные экспедиционные войска во главе со своим сыном Абу аль-Аббасом Абдаллахом. Высадившись в Мадзара-дель-Валло в начале августа 900 года, войска Аглабидов приступили к осаде Трапани.
Как сообщал ибн Хальдун, арабы Палермо и берберы Агридженто на время забыли свои разногласия, чтобы составить единый сицилийский фронт в переговорах с Аглабидами. Другие источники сообщают, что обе стороны пытались вести переговоры отдельно с Абдаллой. В любом случае, переговоры провалились, и арабы Палермо собралт армию под командованием некоего Ракамувейя, чтобы выступить против экспедиционного корпуса Аглабидов. Сицилийцы и Аглабиды столкнулись в битве при Трапани и не выявили победителя. Сицилийские арабы отступили в Палермо, надеясь перегруппироваться и собрать подкрепление. Абу аль-Аббас Абдалла собрал свою армию и погнался за противником. В сентябре 900 года армия Аглабидов догнала и разбила сицилийскую армию, не успевшую добраться до Палермо. Остатки сицилийских повстанцев осели в укрепленной цитадели Палермо (в настоящее время известной как Кассаро), оставив город и пригороды для разграбления ифрикийцами. Через неделю, 18 сентября 900 года, сицилийские повстанцы сдались в обмен на безопасное отбытие лидеров повстанцев в изгнание. Потоки беженцев из Палермо пробились на восток, чтобы укрыться в византийских владениях.
В следующем году (901) Абу аль-Аббас Абдалла вывел армию Аглабидов против оставшихся византийских анклавов в Сицилии. В то же время Абу Аббас Абдалла узнал о сборе византийской армии в Калабрии. Он бросился с армией до Мессины и переправил войска через пролив, вскоре выйти в июне 901 года к стенам Реджо-ди-Калабрия. Неподготовленный византийский гарнизон покинул город. Аглабиды захватили Реджо и разграбили его.

## Отречение
Слухи о зверствах Ибрахима II, наконец, достигли Багдада, заставив халифа Аббасидов аль-Мутадида реагировать. Халиф послал гонца, который прибыл в Тунис в конце 901/902 с письменными инструкциями. Ссылаясь на плохое обращение со своими подданными, халиф приказал Ибрахиму II отправиться в Багдад и лишил его статуса наместника Ифрикии, назначив вместо него его сына Абу аль-Аббаса Абдаллу.
Удивительно, но Ибрахим II покорно принял новость без возражений. По-видимому, исполненный истинного покаяния, надев одежду кающегося, Ибрахим отменил незаконные налоги, открыл тюрьмы, освободил своих рабов и передал большую часть своей казны законникам Кайруана для раздачи нуждающимся. Ибрахим II отрекся от престола в пользу своему сыну Абу аль-Аббаса Абдаллы, вернувшегося из Сицилии в феврале-марте 902 года.

## Последняя кампания
Свергнутый Ибрахим, однако, не отправился в Багдад, как было приказано. Вместо этого он объявил себя моджахедом и заявил, что будет стремиться искупить свои преступления, ведя священную войну против христиан. Ибрахим выступил к Сусу и поднял большую армию добровольцев, которым он обещал идти по всей Европе и завоевать Константинополь (в письме к халифу Ибрахим заверил, что подчиняется приказам, но просто выбрал более долгий, окольный маршрут в Багдад).
В мае 902 году армия отправилась на Сицилию, высадилась в Трапани и приступила к Палермо, где Ибрахим привлек ещё больше добровольцев. Ибрахим направил его армию против Таормины, последней большой цитадели, находившейся в византийских руках. Он разгромил недавно усиленную византийскую армию, которая вышла против него в Джардини-Наксос. Сама Таормина казалась неприступной. Ибрахим, тем не менее, приказал добровольцам подняться на скалистый берег, примыкающий к цитадели, которую защитники не подготовили к обороне. После того, как чёрный флаг халифата был развернут на вершине башни, армия Ибрахима вышла к воротам. Защитники были застигнуты врасплох, ворота распахнулись, и Таормина пала 1 августа 902 года.
С падением Таормины вся Сицилия оказалась в руках мусульман.
В сентябре 902 года бывший эмир вошёл в Мессину и переправил свою армию через пролив в Калабрию, чтобы начать свой обещанный марш по суше в Константинополь. Новости о высадке большой ифрикийской армии во главе с Ибрахимом вызвали панику на юге Италии, несколько городов начали эвакуацию, крепости были разрушены, чтобы ифрикийцы не использовали их. Но Ибрахим не смог пройти далеко. Он увяз в осаде Козенцы, небольшой цитадели на севере Калабрии. Внезапно заболев дизентерией, Ибрахим умер 23 октября 902 года в часовне рядом с осадным лагерем. Командование экспедиционными войсками перешло к его внуку, Зиядет-Аллаху III, который сразу же снял осаду и вернулся с армией на Сицилию.
Останки Ибрахима были похоронены в Палермо или в Кайруане. Ныне его могила утрачена.

## Последствия
Царствование Ибрахима II оказалось началом заката эмирата Аглабидов. Хотя завоевание Сицилии было завершено им самим в 902 году, хаотичное и деспотичное правление Ибрахима спровоцировало гражданскую войну и сепаратизм среди мусульманских общин острова.
Возможно, более серьёзные последствия имело разрушение Ибрахимом II арабской аристократии. Вскоре после ухода основной массы ифрикийских войск в последний безумный поход Ибрахима в Италию в 902 году, Кутама, берберское племя из Малой Кабильи, восстало и было организовано исмаилитским проповедником Абу Абдулла аль-Шии для войны с Аглабидами. В конечном итоге атаки берберов завершились падением эмирата Аглабидов и завоеванием Туниса Фатимидами.